# L'uomo di mondo (Goldoni)
L'uomo di mondo, commedia in tre atti in prosa di Carlo Goldoni del 1738, è la prima commedia riconosciuta del commediografo veneziano. Rappresentata per la prima volta nel Teatro San Samuele di Venezia col titolo di Momolo cortesan, riscosse grande successo e fu replicata molte volte. Originariamente si trattava di un canovaccio per la recitazione all'improvviso, ma l'autore stesso ne redasse la versione definitiva con tutte le parti scritte per la successiva edizione a stampa.

## Trama
Momolo (diminutivo di Girolamo), rampollo gioviale e spensierato di una ricca famiglia veneziana, è innamorato di Smeraldina, una lavandaia corteggiata a sua volta da Lucindo, e cerca di far diventare Smeraldina una ballerina. Momolo si improvvisa cavalier servente di Beatrice, moglie di Silvio, e salva i due sposi dagli intrighi dell'usuraio Ludro. Di Momolo è innamorata Eleonora, figlia del dottor Lombardi, corteggiata a sua volta da Ottavio; quest'ultimo, geloso, manda due bravacci, Beccaferro e Tagliacarne, a bastonare Momolo, ma quest'ultimo riesce a corrompere i due e a convincerli a bastonare Ottavio. Il protagonista, infine, disgustato per gli inganni di Smeraldina, e convinto dell'amore di Eleonora, decide di abbandonare la sua vita di gaudente e di sposare quest'ultima.

## Genesi dell'opera
L'uomo di mondo è un tardo rifacimento della commedia intitolata Momolo cortesan  nella quale la parte del protagonista era scritta per intero, mentre il resto era improvvisato; ne L'uomo di mondo tutte le parti sono scritte. Il canovaccio del primo Momolo cortesan è invece andato perduto . L'occasione del Momolo cortesan fu l'arrivo a Venezia nel 1738 di due attori straordinari della Commedia dell'arte: Francesco Golinetti (Pantalone) e Antonio Sacchi (Truffaldino). La parte del protagonista Momolo fu scritta per il Golinetti. Il cambiamento del titolo fu giustificato da Goldoni dal proposito di evitare equivoci: il vocabolo "cortesan" significava in veneto "cortese", e non corrispondeva pertanto al vocabolo toscano "cortigiano" a cui poteva essere ricondotto per assonanza.
Il personaggio di Momolo sarà in seguito protagonista di un'altra commedia di Goldoni (Il prodigo, conosciuto anche come Il Momolo sulla Brenta), mentre in altre due ancora farà da comprimario (La donna di garbo e  Una delle ultime sere di carnovale). Il personaggio negativo di Ludro sarà ripreso da Francesco Augusto Bon che gli dedicherà una trilogia.

## Edizioni
- «L'uomo di mondo: commedia di tre atti in prosa». In: Le commedie del dottor Carlo Goldoni avvocato veneziano fra gli Arcadi Polisseno Fegejo corrette, rivedute, ed ampliate dal medesimo in Firenze. Tomo decimo (Contiene anche: La banca rotta, Il frappatore, Il prodigo, La pupilla), Pesaro: nella stamperia Gavelliana, 1757
- «L'uomo di mondo». In: Le commedie del signor avvocato Carlo Goldoni veneziano fra gli arcadi Polisseno Fegejo, Tomo duodecimo (contiene: La pupilla; L'uomo di mondo; Il prodigo; Le donne gelose), Bologna: per Girolamo Corciolani, ed Eredi Colli, a S. Tommaso d'Aquino, 1757
- L'uomo di mondo, commedia del signor dott. Carlo Goldoni; a norma dell'edizione di Firenze, dove fu dall'Autore corretta, riveduta, ed ampliata, In Venezia: presso Agostino Savioli, 1771
- L'uomo di mondo: commedia di tre atti in prosa, Roma: Perino, 1892
- «L'uomo di mondo». In: Tutte le opere di Carlo Goldoni, a cura di Giuseppe Ortolani, vol. I, Milano: Mondadori, 1935
- «L'uomo di mondo». In: Opere di Carlo Goldoni; con appendice del teatro comico nel Settecento a cura di Filippo Zampieri, Milano; Napoli: Ricciardi, 1954
- «L'uomo di mondo». In: Teatro di Carlo Goldoni; presentato da E. Ferdinando Palmieri. Contiene: L'uomo di mondo; La putta onorata; Il teatro comico; Il bugiardo; La moglie saggia; La locandiera; Il campiello; Gl'innamorati; I rusteghi; Le baruffe chiozzotte. Torino: ERI, 1961
- «L'uomo di mondo». In: Commedie; a cura di Kurt Ringger, Vol. I (Contiene: L'uomo di mondo; La donna di garbo; Il servitore di due padroni; I due gemelli veneziani; La vedova scaltra; La putta onorata; La famiglia dell'antiquario), Torino: Einaudi, 1972
- L'uomo di mondo; introduzione e note di Felice Del Beccaro, Milano: Bietti, 1975